# Kyle Eastwood
Kyle Eastwood (Los Ángeles; 19 de mayo de 1968) es un músico, compositor y actor estadounidense.

## Biografía
Kyle es el hijo mayor de la estrella de Hollywood Clint Eastwood y la modelo Maggie Johnson. Nació en Los Ángeles en 1968 pero creció en Carmel (California), junto con sus hermanos Laurie Murray (1954), Kimber Lynn Eastwood (1964), Alison Eastwood (1972), Scott Eastwood (1986), Kathryn Eastwood (1988), Francesca Fisher Eastwood (1993) y Morgan Eastwood (1996).
Recuerda hacer los deberes mientras escuchaba discos de figuras del jazz como Duke Ellington, Count Basie y Miles Davis. Kyle tomó rápidamente conciencia de esa música y se enamoró de ella. 
El 23 de octubre de 2014 contrajo matrimonio con Cynthia Ramírez, su novia desde hace 9 años. La boda tuvo lugar en el rancho que su padre Clint Eastwood tiene en Carmel, California. Tiene dos hijos de dos relaciones anteriores.

## Trayectoria
Al cumplir los dieciocho Kyle se inició en el bajo eléctrico tocando con sus compañeros del instituto y aprendiendo de oído las líneas de bajo de R&B, reggae y de la Motown. Se pasó al contrabajo, sobre todo tras conocer a Ray Brown y John Clayton, y haber pasado muchas horas en el plató con Lenny Niehaus, que compuso la banda sonora de Bird, película homenaje a Charlie Parker dirigida por su padre. Desde entonces ha contribuido a las bandas sonoras de películas dirigidas por Clint Eastwood como Mystic River, Invictus, Million Dollar Baby, Banderas de nuestros padres y Cartas desde Iwo Jima.
Tras años intentando darse a conocer tocando en locales de los alrededores de Nueva York y Los Ángeles, Kyle finalmente consiguió firmar un contrato con Sony, con la que publicó su primer álbum From there to here en 1998, con estándares y composiciones propias, en el que aparece el talento vocal de Joni Mitchell. 
Durante su estancia londinense en 2004 publicó su éxito internacional Paris Blue, que llegó a vender miles de copias en todo el mundo. El disco fusiona el género groovy con el jazz, además de mostrar pinceladas de pop y muestras electrónicas.
Now (2006) es su tercer trabajo discográfico. En él colabora cantando en algunas canciones el hermano de Jamie Cullum, Ben Cullum. Además, Eastwood versiona en clave electrónica el éxito de The Police, Every little thing she does is magic.
En 2009, Kyle lanzó al mercado su nuevo disco Metropolitain, coproducido por Erin Davis (hijo de Miles Davis) y Michael Stevens. El álbum, grabado en los estudios Ferber de París (Francia), cuenta con la colaboración del pianista Eric Legnini, el trompetista Till Brönner, el batería Manu Katché y la cantante francesa Camille.
Dos años después de "Songs from the Chateau", aparece en marzo de 2013 el álbum "The View From Here", en donde cultiva una herencia musical que se remonta hasta la banda sonora de su infancia de cuando escuchaba a Duke Ellington, Count Basie y Miles Davis. Está grabado en los estudios franceses La Buissonne.
En la primavera de 2015 sale al mercado su séptimo álbum de estudio "Time Pieces" con versiones de sus músicos de jazz favoritos Horace Silver y Herbie Hancock y otros temas originales.

## Discografía
| Álbum                  | Sello discográfico               | Año de lanzamiento |
| ---------------------- | -------------------------------- | ------------------ |
| From There To Here     | Sony                             | 1998               |
| Paris Blue             | Rendezvous                       | 2004               |
| Now                    | Rendezvous                       | 2006               |
| Metropolitain          | Rendezvous                       | 2009               |
| Songs From The Chateau | Candid                           | 2011               |
| The View From Here     | JazzVillage                      | 2013               |
| Time Pieces            | JazzVillage                      | 2015               |
| In Transit             | JazzVillage                      | 2017               |
| Cinematic              | Discograph / Jazz Village / Pias | 2019               |

## Filmografía

### Compositor/Intérprete/Arreglista
- Invictus (2009)
- Gran Torino (2008)
- Cartas desde Iwo Jima (2006) - compositor, música con Michael Stevens.
- Banderas de nuestros padres (2006) - arreglista
- Million Dollar Baby (2004) - compositor, "Boxing Baby", "Solferino", "Blue Diner".
- Mystic River (2002) - compositor, "Cosmo", "Black Emerald Blues".
- A propósito de Henry (1991) -
- The Rookie (1990) - compositor "Red Zone" con Michael Stevens.

### Actor
- J. Edgar (2011) - Stork Club Band
- Les temps de venir (2010) - James
- Las horas del verano (2007) - James
- Los puentes de Madison (1995) - James Rivers Band
- El aventurero de medianoche (1982) - Whit Stovall
- Bronco Billy (1980) - huérfano
- El fuera de la ley (1976) - hijo de Josey